# Astracantha nebrodensis
Astracantha nebrodensis är en ärtväxtart som först beskrevs av Giovanni Gussone, och fick sitt nu gällande namn av Werner Rodolfo Greuter. Astracantha nebrodensis ingår i släktet Astracantha och familjen ärtväxter. Inga underarter finns listade i Catalogue of Life.